# 波馬科查斯湖

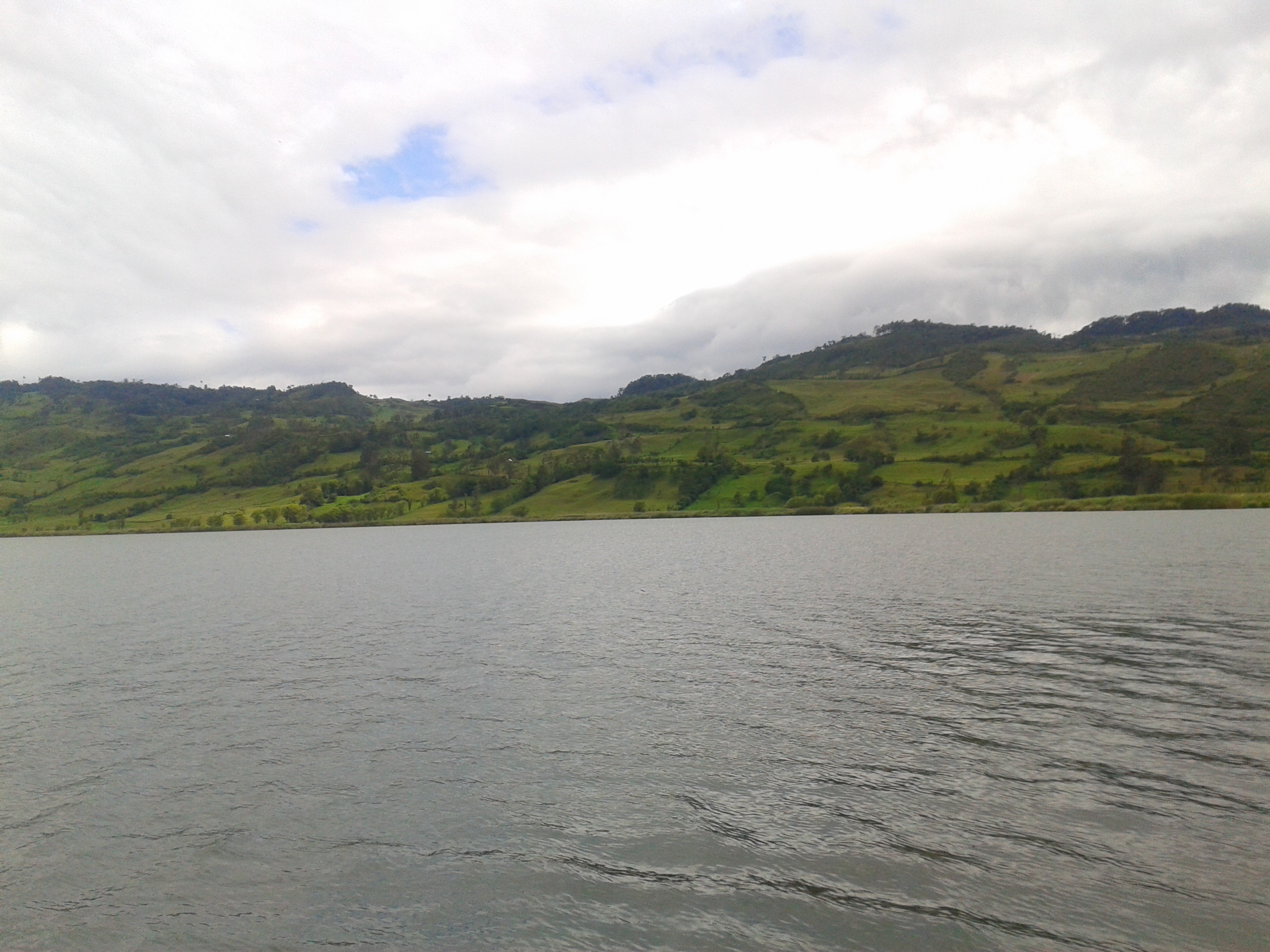

5°49′31″S 77°56′53″W / 5.82528°S 77.94806°W
波馬科查斯湖（西班牙語：Laguna de Pomacochas），是秘魯的湖泊，位於該國北部亞馬遜大區，由邦加拉省負責管轄，長2.79公里、寬2公里，面積4.34平方公里，海拔高度2,257米，平均水深100米。